# Mandrino (Vidigulfo)
Mandrino è una frazione del comune italiano di Vidigulfo posta a nordovest del centro abitato, verso Siziano.

## Storia
Mandrino era un piccolo centro abitato di antica origine del milanese, ma sede di una parrocchia della Diocesi di Pavia, essendo stato lungamente conteso fra le due città nel Medioevo. Al censimento del 1751 la località fece registrare 259 residenti, saliti a 284 nel 1805.
L'attuale collocazione in Provincia di Pavia è il frutto delle riforme illuministe del governo austriaco. Il primo decreto in tal senso fu emanato dall'imperatore Giuseppe II nel 1786, ma venne revocato cinque anni dopo. La misura divenne invece definitiva dal 1815, in concomitanza con la proclamazione del Regno Lombardo-Veneto.
L'abitato rimase nel tempo un villaggio agricolo senza segni di crescita, tanto da far registrare solo 263 anime nel 1853, e solamente 245 nel 1859. Dopo l'arrivo dei Savoia si invertì la tendenza demografica, ma ciò non bastò per impedire che il municipio fosse definitivamente soppresso il 1º novembre 1872 su decreto di Vittorio Emanuele II, venendo annesso a Vidigulfo.

## Monumenti e luoghi d’interesse

### Architetture religiose
La Chiesa di San Siro è stata sede di una parrocchia pluri-centenaria fino al 1986. 